# Broadway Rose
Broadway Rose is een Amerikaanse dramafilm uit 1922 onder regie van Robert Z. Leonard. Destijds werd de film in Nederland uitgebracht onder de titel Roos van Broadway.

## Verhaal
Het plattelandsmeisje Rosalie Lawrence laat haar vriendje Tom Darcy staan en gaat haar geluk beproeven in de grote stad. Ze wordt er een ster op Broadway en trouwt in het geheim met de miljonairszoon Hugh Thompson. Als de familie van Hugh hun huwelijk ontdekt, moet hij kiezen tussen Rosalie en zijn geld. Hugh laat Rosalie in de steek en zij keert terug naar huis. Daar heeft Tom al die tijd trouw op haar gewacht.

## Rolverdeling
| Acteur             | Personage        |
| ------------------ | ---------------- |
| Mae Murray         | Rosalie Lawrence |
| Monte Blue         | Tom Darcy        |
| Raymond Bloomer    | Hugh Thompson    |
| Ward Crane         | Reggie Whitley   |
| Alma Tell          | Barbara Royce    |
| Charles Lane       | Peter Thompson   |
| Maud Turner Gordon | Mevrouw Thompson |
| Jane Jennings      | Mevrouw Lawrence |
| Pauline Dempsey    | Meid             |